# 岡田則夫
岡田 則夫(おかだ のりお、1946年（昭和21年）- )は、日本の芸能史研究者。専門は落語・寄席を中心とする。

## 略歴
東京都文京区本郷に生まれる。日本大学文理学部を卒業後、出版社に勤務する傍ら落語・寄席・演芸をはじめとする芸能史の史料を蒐集し、ミュージックマガジン社より刊行されている雑誌『レコード・コレクターズ』などに研究成果を発表。また同誌に連載された「蒐集奇談」・「続蒐集奇談」ではSPレコードをはじめとする史料の収集に纏わる逸話を披露し、現在においてもレコードを収集する際の貴重な手引きとして活用されている。出版社を定年退職後は神田神保町に事務所「いにしえ文庫」を開設、CD製作をはじめとする各種のメディアに音源を提供し、またレコードコンサートを開催するなどして活躍中。

## 著書・論文
- 『ＳＰレコード蒐集奇談』ミュージックマガジン、2012年

- 「蒐集奇談」(『レコードコレクターズ』1986年3月号～1987年10月号)

1. 「SP盤収集に入るまで」(1986年3月号)
2. 「レコード中毒患者【マニア】」(1986年4月号)
3. 「山中勇吉老の思い出」(1986年5月号)
4. 「幻のレコード」(1986年6月号)
5. 「広告レコード」(1986年7月号)
6. 「複写盤」(1986年8月号)
7. 「壮士演歌から書生節へ」(1986年9月号)
8. 「レコードの敵」(1986年10月号)
9. 「レコード文献」(1986年11月号)
10. 「映画説明(活弁)」(1986年12月号)
11. 「音盤収集記録」(1987年1月号)
12. 「レコード検閲制度」(1987年2月号)
13. 「SPレコードの袋」(1987年3月号)
14. 「レコードの大きさ」(1987年4月号)
15. 「流行歌のコレクター」(1987年5月号)
16. 「人間の声の記録」(1987年6月号)
17. 「文学者のレコード」(1987年7月号)
18. 「骨董市」(1987年8月号)
19. 「レコードの交換」(1987年9月号)
20. 「SP用語小事典」(1987年10月号)

- 「続 蒐集奇談」(『レコードコレクターズ』1990年10月号～2004年1月号)

1. 「収集の過程を楽しみたい」(1990年10月号)
2. 「古道具屋でSP盤を探そう」(1990年11月号)
3. 「道具屋でのレコードの見方、買い方」(1990年12月号)
4. 「収集の師、前田実老」(1991年1月号)
5. 「SPはどこに消えた」(1991年2月号)
6. 「SPレコードのレーベル」(1991年3月号)
7. 「米国コロンビアの出張録音」(1991年4月号)
8. 「米国ヴィクターの出張録音」(1991年5月号)
9. 「最初の国産レコード製造会社」(1991年6月号)
10. 「ニッポノホンのレーベル」(1991年7月号)
11. 「大阪蓄音器株式会社の白熊印ナショナル・レコード」(1991年8月号)
12. 「三光堂のレーベル」(1991年9月号)
13. 「ニットー・レコード」(1991年10月号)
14. 「内外レコード」(1991年11月号)
15. 「日清レコード」(1991年12月号)
16. 「日英レコード」(1992年3月号)
17. 「アサヒ蓄音商会のレーベル」(1992年4月号)
18. 「トンボ印ニッポン・レコード」(1992年5月号)
19. 「コッカ・レコード」(1992年6月号)
20. 「太陽レコード」(1992年7月号)
21. 「ショーワ・レコード」(1992年8月号)
22. 「エトワール」(1992年9月号)
23. 「昭和期のマイナー・レーベル」(1992年10月号)
24. 「ポリドール・レコード」(1992年11月号)
25. 「キング「キンポリ」レコード」(1992年12月号)
26. 「テイチク・レコード」(1993年1月号)
27. 「日本ビクター」(1993年2月号)
28. 「ビクターの専門レーベル」(1993年3月号)
29. 「日本コロムビア(日本蓄音機商会)略史」(1993年4月号)
30. 「コロムビア・リーガル・レコード」(1993年5月号)
31. 「複写盤」(1993年6月号)
32. 「複写盤のレーベル(つづき)」(1993年7月号)
33. 「私と漫画」(1993年10月号)
34. 「キングの漫画レコード」(1993年11月号)
35. 「伊勢路のレコード探し」(1993年12月号)
36. 「CMソングのSPレコード」(1994年1月号)
37. 「猫イラズレコード」(1994年2月号)
38. 「日本最初の萬歳レコード」(1994年3月号)
39. 「玉子家円辰とその門弟の吹き込み」(1994年4月号)
40. 「大正末から昭和初期の萬歳レコード」(1994年5月号)
41. 「「萬歳」から「万才」へ」(1994年6月号)
42. 「東京万才のレコード」(1994年7月号)
43. 「東京のしゃべくり漫才のレコード」(1994年8月号)
44. 「戦後の漫才レコード」(1994年9月号)
45. 「涼しいところに収集旅行に行きたい」(1994年10月号)
46. 「出直しの収集旅行」(1994年11月号)
47. 「秘密の”穴場”のはなし」(1994年12月号)
48. 「高校生のSP収集家」(1995年1月号)
49. 「落語家、正岡容」(1995年2月号)
50. 「収集とツキ」(1995年3月号)
51. 「所蔵盤リストは書き直しの歴史」(1995年4月号)
52. 「私の家に泥棒が入った話」(1995年5月号)
53. 「レコードの整理」(1995年6月号)
54. 「岡山県で邦楽盤を求める」(1995年7月号)
55. 「松江のチドリ・レコード」(1995年8月号)
56. 「校歌のSPレコード」(1995年9月号)
57. 「関東大震災」(1995年10月号)
58. 「奄美大島でSPレコードを探す」(1995年11月号)
59. 「おせんべいのレコード」(1995年12月号)
60. 「福島県へSP収集の旅」(1996年1月号)
61. 「金沢市内でSPを探す」(1996年2月号)
62. 「ミカド・レコード」(1996年3月号)
63. 「名古屋大須観音の骨董市」(1996年4月号)
64. 「古本の収集」(1996年5月号)
65. 「レコード・コレクターズ」誌の古書価」(1996年6月号)
66. 「レコードの検閲」(1996年7月号)
67. 「漫才の禁止レコード(続き)」(1996年8月号)
68. 「名人、立花家橘之助」(1996年9月号)
69. 「夏休み収集の旅(前編)」(1996年10月号)
70. 「夏休み収集の旅(後編)」(1996年11月号)
71. 「骨董業者の市場をのぞく」(1996年12月号)
72. 「越後路SP収集の旅」(1997年1月号)
73. 「私の探求盤」(1997年2月号)
74. 「世田谷のボロ市」(1997年3月号)
75. 「明治の流行唄レコード」(1997年4月号)
76. 「吉原〆治と流行唄レコード」(1997年5月号)
77. 「明治の法界節のレコード」(1997年6月号)
78. 「信州SPレコード収集の旅」(1997年7月号)
79. 「大正時代の流行唄レコード(大正元年)」(1997年8月号)
80. 「大正3年の流行唄」(1997年9月号)
81. 「大正の唄(大正4年の巻)」(1997年10月号)
82. 「四国一周SP収集の旅」(1997年11月号)
83. 「四国一周SP収集の旅(つづき)」(1997年12月号)
84. 「大正の流行唄(大正5年の巻)」(1998年1月号)
85. 「日本人が吹き込んだ最も古い録音が発見される」(1998年2月号)
86. 「大正の流行唄(大正6年の巻)」(1998年3月号)
87. 「大正の流行唄(大正7年の巻)」(1998年4月号)
88. 「大正の流行唄(大正8年の巻)」(1998年5月号)
89. 「大正の流行唄(大正9年の巻)」(1998年6月号)
90. 「美濃路収集の旅の巻」(1998年7月号)
91. 「大正10年の流行唄」(1998年8月号)
92. 「大正の流行唄(大正11年の巻)」(1998年9月号)
93. 「旭川はSP盤探求のメッカ」(1998年10月号)
94. 「東北地方収集の旅(前回の続き)」(1998年11月号)
95. 「＜レ・コード館＞見学」(1998年12月号)
96. 「大正12年の流行唄」(1999年1月号)
97. 「大正13年の流行唄」(1999年2月号)
98. 「大正14年の流行唄」(1999年3月号)
99. 「大正15年の流行唄」(1999年4月号)
100. 「昭和2年の流行唄」(1999年5月号)
101. 「昭和3年の流行歌」(1999年6月号)
102. 「千葉県へ収集の旅」(1999年7月号)
103. 「昭和4年の流行歌」(1999年8月号)
104. 「昭和5年の流行歌」(1999年9月号)
105. 「古本集めの4人組」(1999年10月号)
106. 「山陽道収集旅行」(1999年11月号)
107. 「山陽道収集旅行(山口県の巻)」(1999年12月号)
108. 「昭和6年の流行歌」(2000年1月号)
109. 「昭和7年の流行歌」(2000年2月号)
110. 「昭和8年の流行歌」(2000年3月号)
111. 「東京の古道具屋でSP盤を探す」(2000年4月号)
112. 「昭和9年の流行歌」(2000年5月号)
113. 「昭和10年の流行歌」(2000年6月号)
114. 「昭和11年の流行歌」(2000年7月号)
115. 「出羽路収集の旅」(2000年8月号)
116. 「デッドストックのSP盤を見つけた話」(2000年9月号)
117. 「昭和12年の流行歌」(2000年10月号)
118. 「奥秩父へSP盤を探しに行く」(2000年11月号)
119. 「昭和13年の流行歌」(2000年12月号)
120. 「昭和14年の流行歌」(2001年1月号)
121. 「40年ぶりに鹿児島へ」(2001年2月号)
122. 「昭和15(1940)年の流行歌」(2001年3月号)
123. 「宮崎収集旅行」(2001年4月号)
124. 「昭和16(1941)年の流行歌」(2001年5月号)
125. 「英国グラモフォンのこと」(2001年6月号)
126. 「昭和17(1942)年の流行歌」(2001年7月号)
127. 「昭和18(1943)年の流行歌」(2001年8月号)
128. 「昭和19(1944)年の流行歌」(2001年9月号)
129. 「東寺から四天王寺へ」(2001年10月号)
130. 「奈良へ」(2001年11月号)
131. 「昭和20(1945)年の巻」(2001年12月号)
132. 「昭和21(1946)年の流行歌」(2002年1月号)
133. 「昭和22(1947)年の流行歌」(2002年2月号)
134. 「昭和23(1948)年の流行歌」(2002年4月号)
135. 「昭和24(1949)年の流行歌」(2002年5月号)
136. 「昭和25(1950)年の流行歌」(2002年6月号)
137. 「北関東収集の旅」(2002年7月号)
138. 「昭和26(1951)年の流行歌」(2002年8月号)
139. 「昭和27(1952)年の流行歌」(2002年9月号)
140. 「昭和28(1953)年の流行歌」(2002年10月号)
141. 「昭和29(1954)年の流行歌」(2002年11月号)
142. (休載、欠番)
143. 「SP盤の収納道具」(2003年1月号)
144. 「沖縄収集の旅」(2003年2月号)
145. 「収集旅行の歴史」(2003年4月号)
146. 「昭和30(1955)年の流行歌」(2003年5月号)
147. 「昭和31(1956)年の流行歌」(2003年6月号)
148. 「コレクションの行方」(2003年7月号)
149. 「昭和32(1957)年の流行歌」(2003年8月号)
150. 「昭和33(1958)年の流行歌」(2003年9月号)
151. 「昭和34(1959)年の流行歌」(2003年11月号)※2003年9月号・11月号ともに150回と記され、142回の欠番を正す処置がとられている．
152. 「昭和35(1960)年の流行歌」(2003年12月号)※上記の処置により「151回」と記されている．
153. 「私と流行歌レコード」(2004年1月号)※「152回」は欠番で「153回」と記されている．
154. 「ネット時代の収集生活」(2011年10月号)※「154回」より連載を再開．

- 「寄席の出し物」1～9(『ミュージック・マガジン』1984年5月号～1985年1月号．連載「日本の芸能100年」のうち．)
- 「演歌師の時代」1～7(『ミュージック・マガジン』1987年5月号～1987年11月号．連載「日本の芸能100年」のうち．)

- 南博・岡田則夫・竹山昭子(編)『近代庶民生活誌8　遊戯・娯楽』(三一書房、1988年)

岡田(編)「レコード関係資料」はＳＰ盤の歴史を探り、また実物を蒐集する上で必読の文献．
- 倉田喜弘・岡田則夫(監修)『大正期SP盤レコード芸能・歌詞・ことば全記録』(大空社、1996-97年)

ニッポノホン・東京蓄音機のＳＰ盤文句集のうち大正時代のものを集成、復刻．
- 渡辺金太郎(著)・岡田則夫(解説)『高座五十年―伝記・春風亭柳橋―』(大空社、1998年)

1958年（昭和33年）10月に刊行された6代目春風亭柳橋(1899-1979)の伝記を復刻したもの．
- 橘家円蔵(著)・岡田則夫(解説)『てんてん人生―伝記・橘家円蔵―』(大空社、1998年)

1967年（昭和42年）3月に刊行された7代目橘家円蔵(1902-1980)の伝記を復刻したもの．
- 新田直(著)・岡田則夫(解説)『夢幻と狂死　三遊亭円朝を求めて―伝記・三遊亭円朝―』(大空社、1998年)

1972年（昭和47年）5月に刊行された初代三遊亭円朝(1839-1900)の伝記を復刻したもの．

## 音源の提供など
1. デジタル音源集
  - SP盤貴重音源 岡田コレクション 学術研究用デジタル音源集(APPカンパニー．販売；日外アソシエーツ株式会社)
2. CD
  - 「街角のうた―書生節の世界」(大道楽レコード、1993年（平成5年）)　※ 音源提供・解説を担当．収録曲・解説ともに現在においても最高水準の書生節のアンソロジー．
  - 「唄うエノケン大全集―蘇る戦前録音編」(ユニバーサルインターナショナル、2003年（平成15年）)
  - 「昭和戦前面白落語全集」東京篇《CD16枚＋解説書》、上方篇《CD8枚＋解説書》(日本音声保存、2006年（平成18年）)　※ 都家歌六とともに監修を担当．
  - 「決定盤 初代桂春団治 落語傑作集」(日本コロムビア、2009年（平成21年）) ※ 都家歌六とともに監修・解説・音源提供を担当．
  - 「昭和の爆笑王」(日本コロムビア、2010年（平成22年）)　※ 都家歌六と共に監修・解説を担当．
  - 「日本の歴史的演説」政治家・大正時代編、政治家・昭和戦前編、軍人編」(日本コロムビア、2010年（平成22年）)　※ 制作協力：都家歌六・岡田則夫、解説：杉山巖．
3. レコードコンサート
  - SPレコードのコンサートを企画・運営する「ぐらもくらぶ」のサポートメンバーとして、保利透らと共にレコードコンサートやトークイベントを開催．
  - オフノートによる「ＳＰ講談 二〇世紀之大衆藝能」（高円寺の「円盤」にて開催）に2010年（平成22年）12月より出演．2012年（平成24年）も引き続き偶数月の第1金曜日に出演予定．